# 에어팰리스
(주)에어팰리스(Air Palace Co.,Ltd.)는 경기도 김포시에 연고를 두고 있는 민간 산불헬기 항공사용사업 업체이다. 본사는 경기도 김포시 양촌읍에 주소를 두고, 계류장과 사업장은 경기도 김포시 대곶면 김포항공산업단지에 위치하고 있으며, 조달청 나라장터를 통하여 산불진화 임차헬기를 전국 지자체에 공급하고 있다. 
산불진화에 특화된 헬기 서비스를 공급할 뿐만 아니라, 항공 방제 및 항공 촬영, 광고, 드라마, 영화 촬영 지원도 가능하다. (주)에어팰리스는 모기업인 선진그룹의 항공부문 계열사로, 선진그룹은 선진테트웍스(주)를 정점으로 하여 수도권을 중심으로 150개 노선 2,500여대의 버스를 운행하는 버스 사업부문과 터미널, 물류사업, 에너지 등 다양한 사업을 운영하고 있으며, 계열사는 총 39개에 이른다. (주)에어팰리스는 (사)한국회전익항공기사용사업협회의 회원사로, 미국 시코르스키 사의 S-61, S-76, 일본 가와사키 사의 BK-117B 헬기를 운영하고 있다.  
산불진화 임차헬기 서비스 주요 납품처에는 강원특별자치도 산불방지센터, 경상남도, 경기도 가평군청, 경기도 안산시, 경기도 양주시, 경상북도, 전라북도, 대구광역시 등이 있으며, 다수의 광고, 영상, 드라마 촬영지원의 실적을 갖추고 있다.   
점점 심화되는 기후 위기와 산불의 대형화에 발맞추어 (주)에어팰리스는 계속해서 항공기를 추가 도입할 계획을 갖고 있으며, 캐나다 현지법인 활용 및 합작투사자를 통한 원활한 MRO 협력, 항공산업 부문의 저변확대를 위한 신규 사업을 다각도로 검토 중이다.     

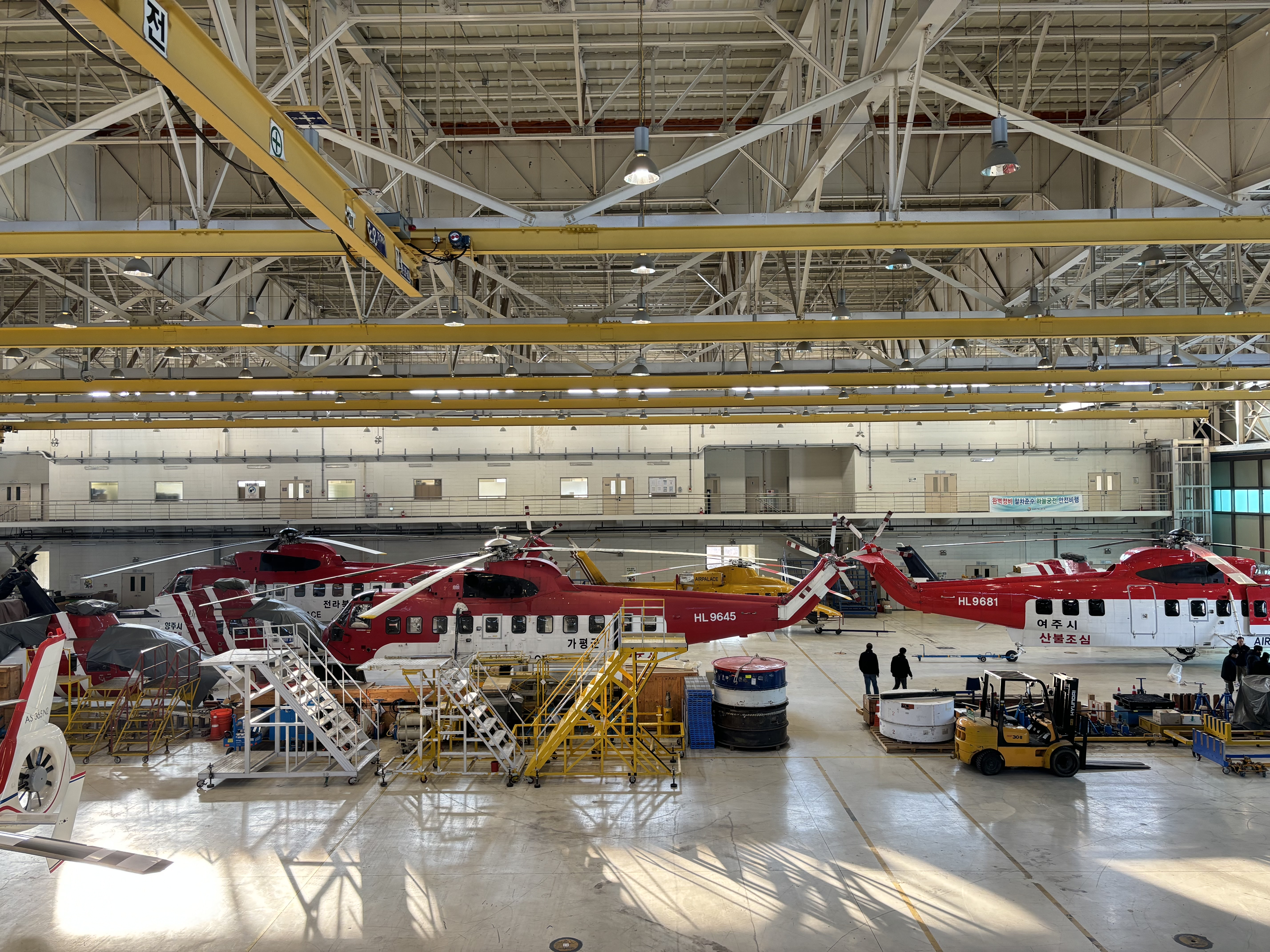
AIR PALACE HANGAR

## 역사
- 2007년 11월 : 주식회사 에어팰리스 설립.
- 2008년 5월 : 부정기 항공 운송 사업 및 항공기 사용 사업 등록.
- 2008년 10월 : 헬기 도입 및 운항 증명 획득
- 2008년 12월 : 항공 안전 관리 시스템(SMS) 운영 시작.
- 2015년 4월 : 국토부 항공기 사용사업 운항증명 취득.
- 2015년 12월 : 조달청 나라장터 종합쇼핑몰 등록.

## 외부 링크

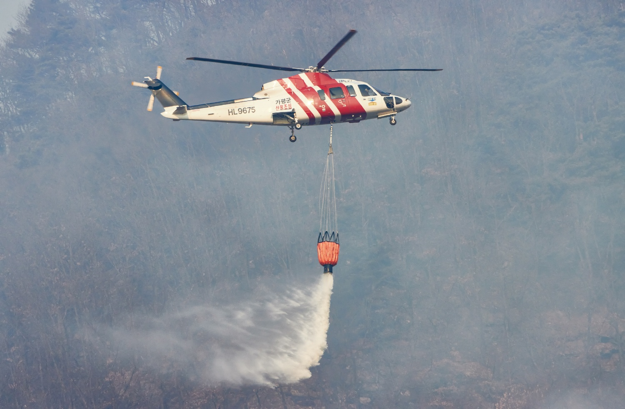
S-76 and Bambi Bucket for firefighting operation

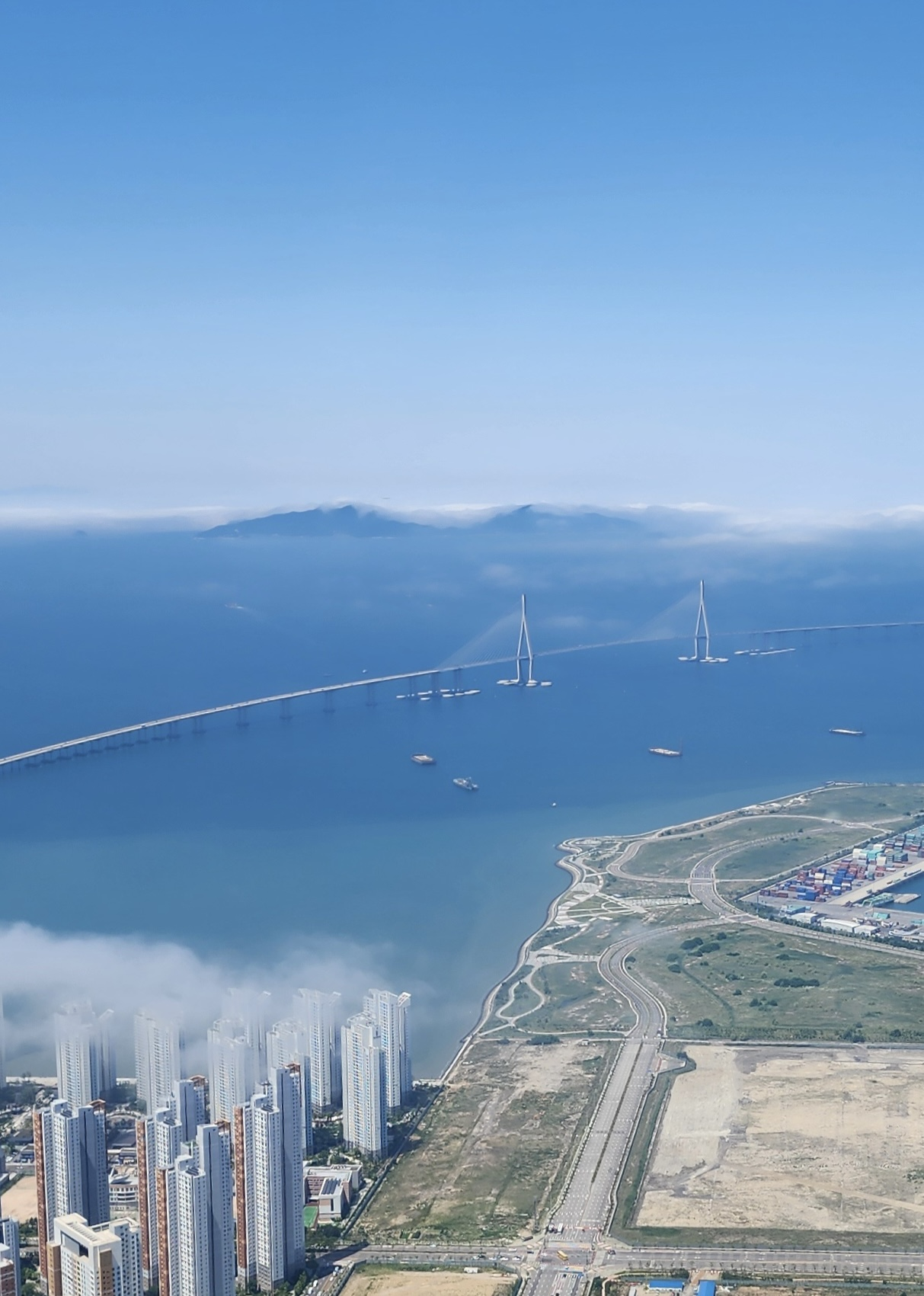
Photo Shot from S-61